# Margarethakerk (Odoorn)
De Margarethakerk  is een opmerkelijk kerkgebouw in het Drentse dorp Odoorn. Het gebouw is bijzonder vanwege het koor van de oorspronkelijke middeleeuwse kerk, dat bij de herbouw in de 19e eeuw bewaard is gebleven. De kerk is in 1965 aangewezen als rijksmonument. Het gebouw is in gebruik bij de vrijzinnige hervormde gemeente van de PKN.

## Geschiedenis
Odoorn werd in de 13e eeuw afgesplitst van parochie Anloo. Het dorp kreeg toen een kerk die grotendeels was gebouwd van bewerkte zwerfstenen. Van die kerk resteert nog het koor, dat nu dienst doet als consistorie. 
De huidige kerk dateert uit de 19e eeuw. Het is een zaalkerk van vijf traveeën breed met een ingebouwde toren ontworpen door W. van Ernst. De muren met rondboogvensters zijn geleed door lisenen. In 1897 brandde de kerk geheel uit. 

## Beschrijving
Bij de brand ging het gehele interieur verloren. De huidige preekstoel dateert uit 1897. Het orgel is gebouwd door de gebroeders van Oeckelen en verving het orgel dat vader Petrus had gebouwd in 1861. 

## Fotogalerij

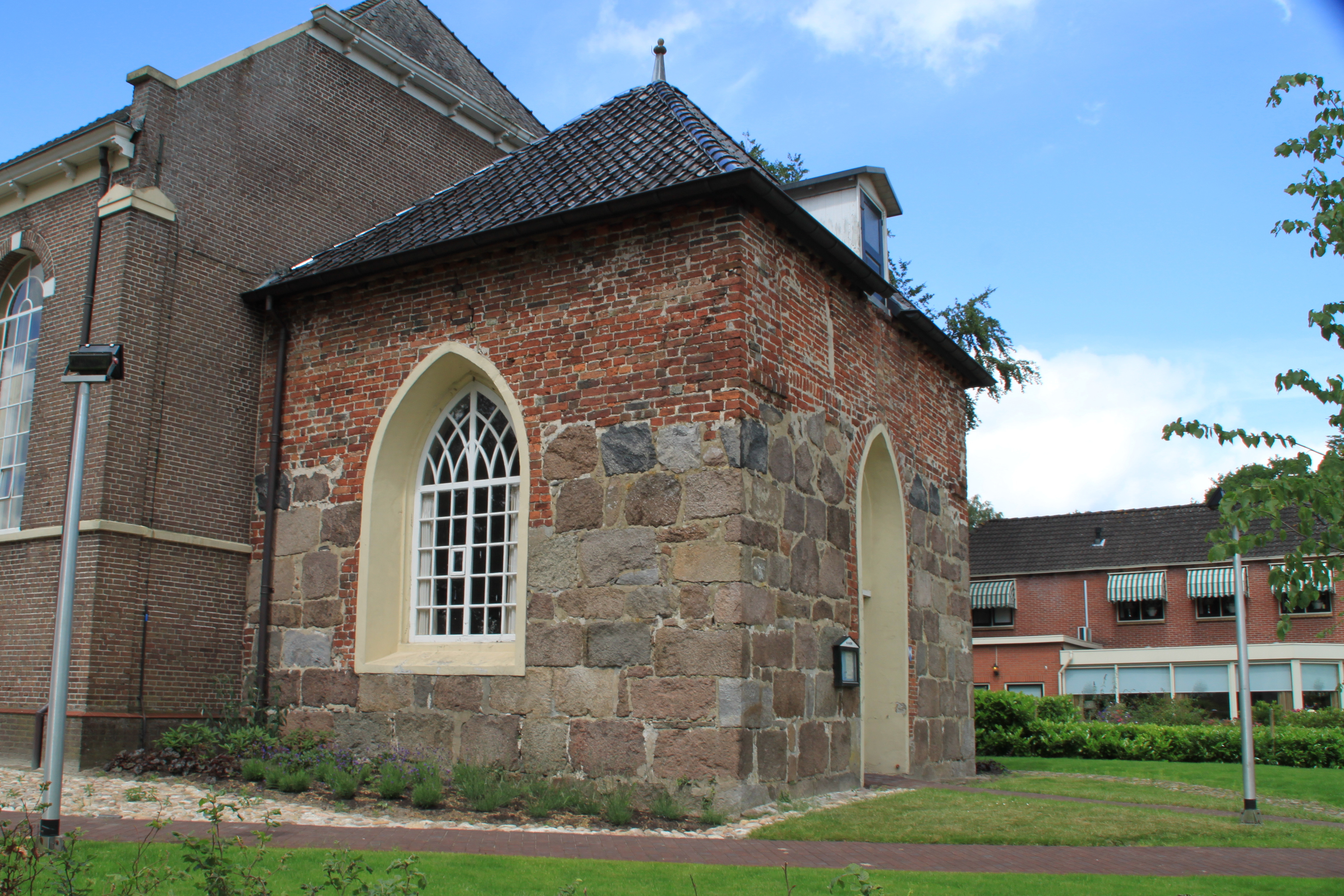
Het middeleeuwse koor met Quadersteine
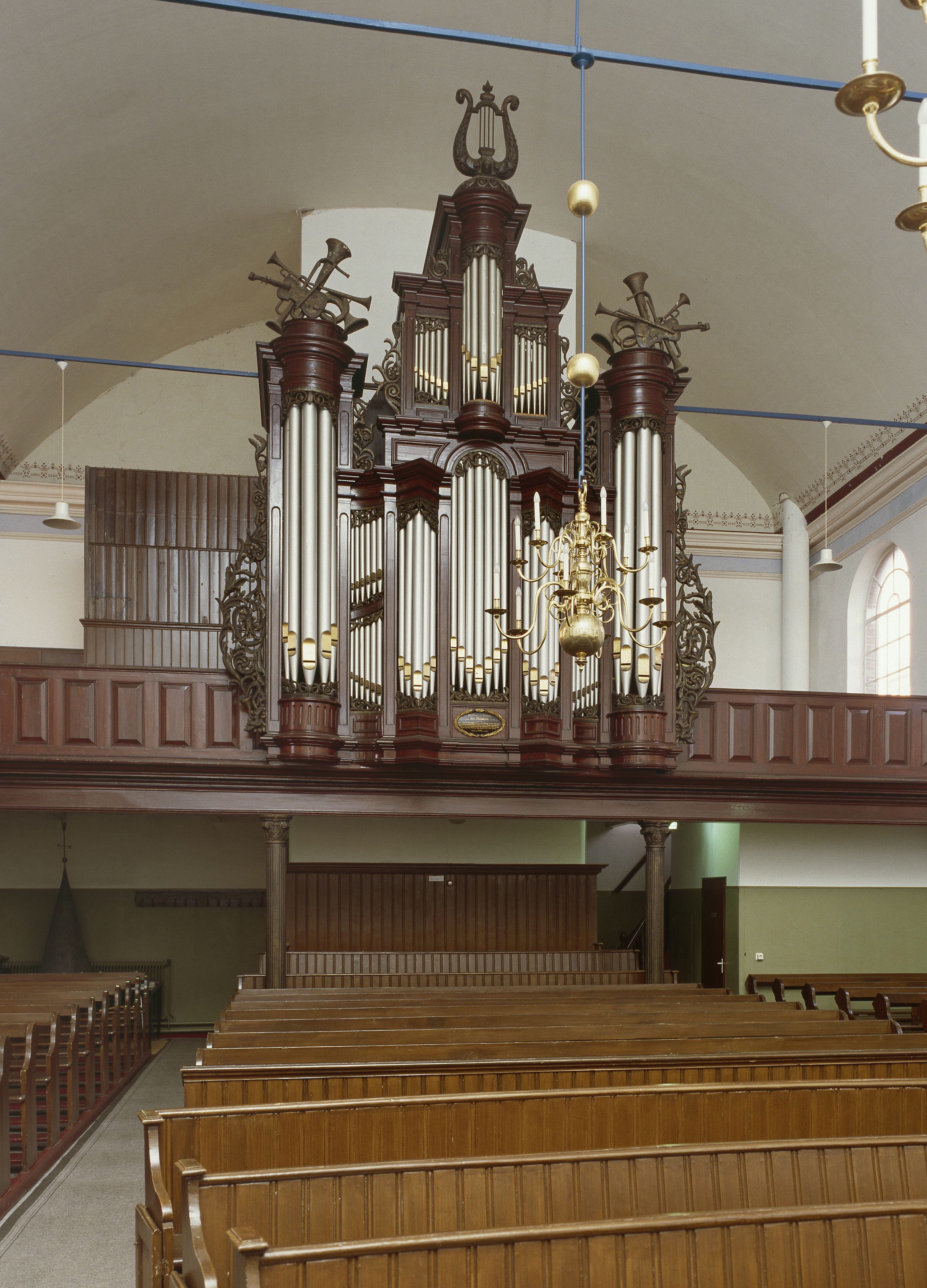
Interieur met orgel
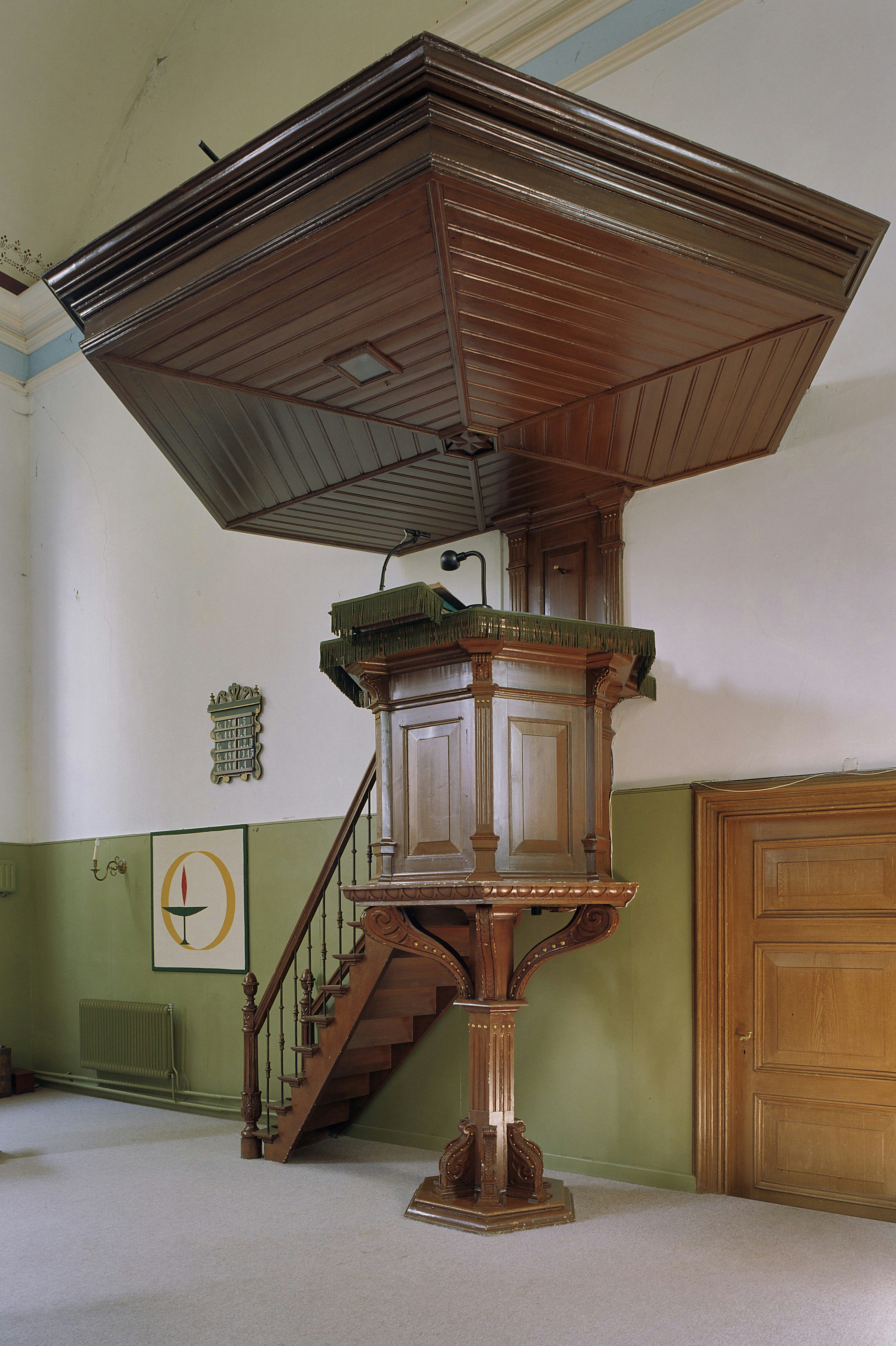
Preekstoel